# Giulio D'Anna
Giulio D'Anna (Villarosa, 30 agosto 1908 – Messina, 18 novembre 1978) è stato un pittore e editore italiano.

## Biografia
Nasce a Villarosa in provincia di  Enna in via Scuole 53, alle ore due di una calda notte d'estate, da Giuseppe D’Anna murofabbro e da Stefana Cantella casalinga. Morto il padre, con la mamma e i fratelli si traferisce a Palermo in seguito a Partinico, dove si reca più volte, stabilendovisi durante la seconda guerra mondiale, in un momento di inattività della Libreria che aveva con il fratello Giacomo D'Anna a Messina. A Partinico conosce la nipote del parroco, Santina Cataldo, che sposa il 10 aprile 1943. La coppia avrà due gemelle Giovanna e Giuliana. Intanto frequenta la scuola fino al Ginnasio a Partinico, continuando poi gli studi classici a Messina. Non completa però gli studi universitari, per dedicarsi al sogno della pittura.

## Nel futurismo
Con Palermo mantiene sempre i contatti da Messina, quando si dedica pienamente alla pittura vedendo nella capitale dell'isola il centro più vivo e dinamico nell'ambito delle arti figurative, soprattutto con la presenza della prima generazione dei futuristi siciliani: Vittorio Corona, Pippo Rizzo e Antonino Varvaro, punti di riferimento della sua attività artistica e di quella del giovanissimo Renato Guttuso, che conosce alla fine degli anni venti, ma con il quale consolida l'amicizia intorno al 1932.
La sua vita si articolò prevalentemente a Messina, dove si trasferì con il fratello maggiore al termine della prima guerra mondiale.

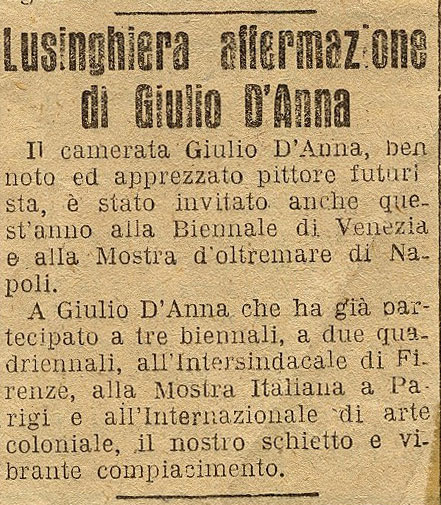
Ritaglio di giornale sulla partecipazione di Giulio D'Anna alla XIX Biennale di Venezia

Dedicatosi all'attività di libraio, occasione di incontri con l'ambiente culturale del tempo, nel 1931 D'Anna approdò alla prima personale presso la Galleria Vittorio Emanuele III.
La mostra fu visitata da Filippo Tommaso Marinetti, che esprimendo il suo totale favore a proposito della produzione esposta, incitò l'artista a prendere parte alle principali mostre futuriste nazionali.
Fu il primo pittore messinese ad esporre alla XIX Biennale di Venezia nel 1934 ed alla II Quadriennale di Roma l'anno successivo, registrando anche la vittoria del primo premio tra i giovani artisti presso la Mostra d'Arte Coloniale di Parigi con il dipinto Lettrice futurista.
Non abbandonò però l'attività nella libreria di famiglia, che anzi divenne un polo culturale messinesi.

### L'aeropittura di D'Anna
L'aeropittura è una declinazione del futurismo. Come espressione del mito della macchina e della modernità caratteristico del movimento marinettiano, l'aeropittura manifesta l'entusiasmo per il volo, il dinamismo e la velocità dell'aeroplano. La scelta aeropittorica risponde anche a un'esigenza autobiografica di D'Anna, rivelandosi subito come bisogno di evasione e aspirazione a quei viaggi che riesce a compiere solo con l'immaginazione, senza un'esperienza diretta di volo.

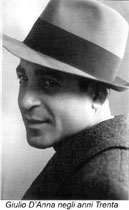
Giulio D'Anna negli anni Trenta

La prima prova aeropittorica che si conosca di D'Anna coincide con il suo primo dipinto noto, l'olio del 1928 Ebbrezza visiva, in cui oltre il riquadro di una finestra, sfrecciano due aerei, squadrati e geometrici. Con la pubblicazione del "Manifesto dell'aeropittura" D'Anna, con il sostegno di Guglielmo Jannelli, decide di dedicarvi la sua vena creativa.
Seguono due dipinti su tela del 1929, in cui squadriglie di tre aerei piatti ed essenzialmente cartellonistici, Trinità Aerea rivelano i tentativi del giovane pittore di impegnarsi in un terreno ancora poco esplorato. D'Anna invece che stelle (esplicitamente citata da Enrico Prampolini) intravede scenograficamente in terza dimensione i suoi amati aerei.

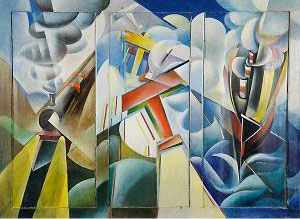
Dinamismo di treno nave aereo

Del 1931 sono Aeroplani o Aurora Alata e Aeroplano il primo esposto nella sua personale di Messina in tempestiva contemporaneità con "il Manifesto dell'Aeropittura" redatto nel gennaio. Il tema lo stimola profondamente, tanto che Filippo Marinetti, visitando la sua personale, può dichiarare a proposito del dipinto: «Voi vedete che i piani alari sono diventati tre perché l'artista si preoccupa dello sdoppiamento dei piani nel senso della velocità. Si è preoccupato di dare la forma della macchina esterna, spostandosi dall'interno all'esterno. Si è preoccupato di dare l'essenza di questa sua macchina, che ha dato ingenuamente senza imitare, senza seguire il già fatto che è norma futurista...»
Tra le opere più celebri di quel periodo ricordiamo: Aerodinamica femminile, La donna dell'aviatore e La Madonnina dell'aria.

### Nel dopoguerra
D'Anna partecipò alle mostre organizzate dal Circolo Artistico Antonello, la mostra "Artisti Siciliani Contemporanei" , la I Mostra Internazionale di Pittura Città di Messina la II Mostra d'Arte Sacra, fino al riepilogo della carriera venticinquennale di Giulio D'Anna, dedicatagli nel 1958 dalla galleria "Il Fondaco".
Nel 1965 vinse il premio della "Tavolozza d'Oro" e alla fine del 1972 il Circolo del tennis e della vela allestì la mostra "Omaggio a Giulio D'Anna e ai maestri della pittura contemporanei".
È in quest'occasione che figura la presenza della tela Donna bionda, alla quale fa attualmente riferimento la Donna a mezzobusto esposta alla Galleria Provinciale d'Arte Moderna e Contemporanea di Messina.
Nel 1975 D'Anna fu costretto ad abbandonare l'attività di pittore a causa dell'aggravamento delle sue condizioni di salute. 
Morì il 18 novembre 1978.

## Galleria d'immagini

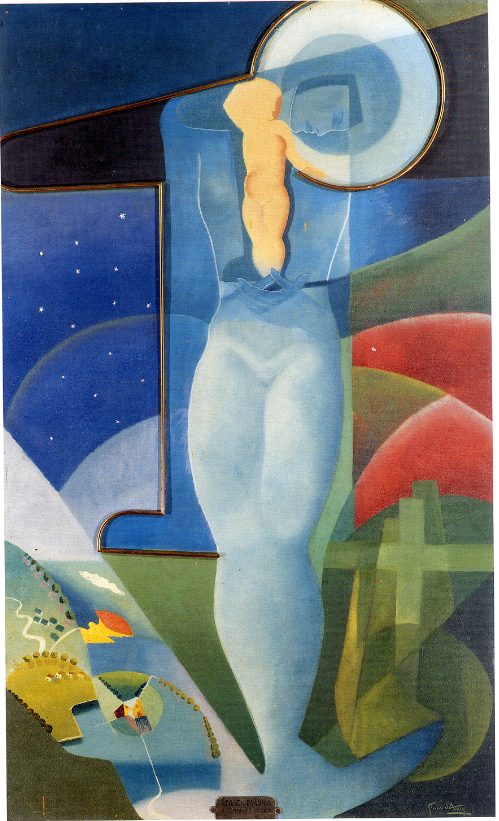
Madonnina Dell'aria, 1934
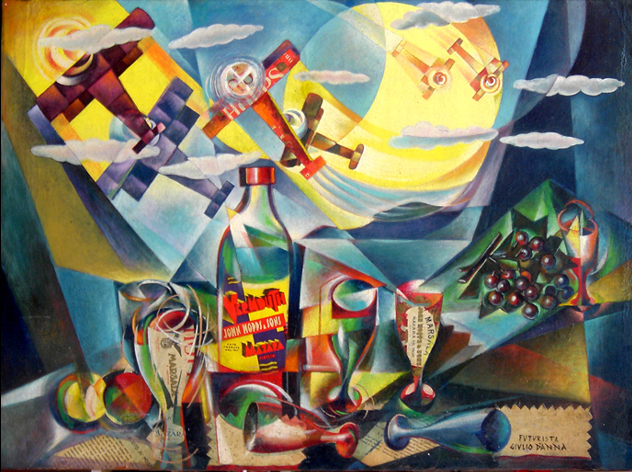
Natura Morta
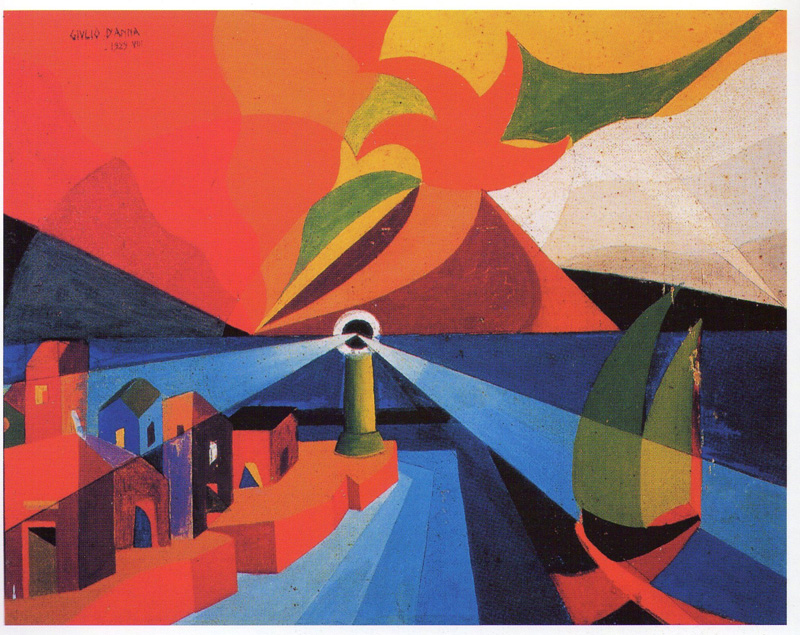
Luci D'artificio sullo stretto -1929
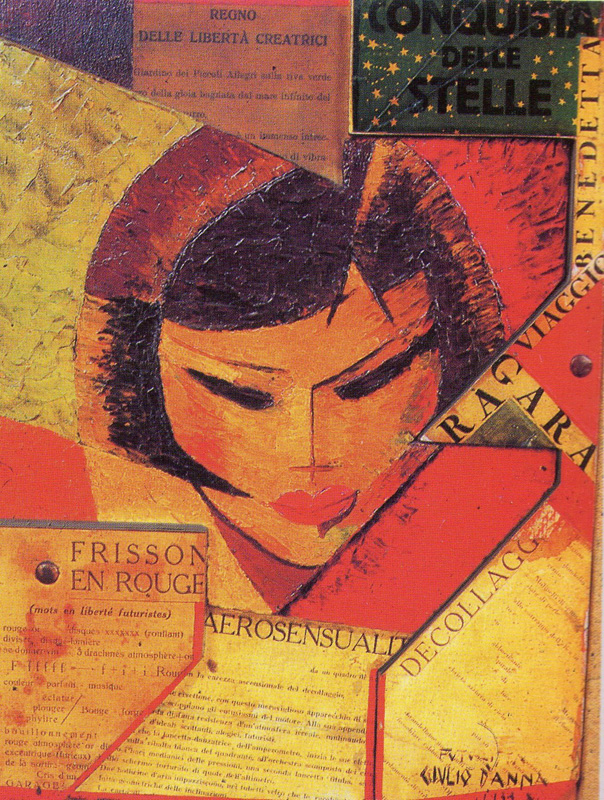
La Lettrice - 1933